# Michael Redd
Michael Redd (født 24. august 1979 i Columbus, Ohio, USA) er en amerikansk basketballspiller, der spiller som shooting guard i NBA-klubben Milwaukee Bucks. Han har spillet i klubben siden han kom ind i ligaen i år 2000.

## Landshold
Redd har flere gange optrådt på det amerikanske landshold, og han var med på holdet til OL 2008 i Beijing. Med Kobe Bryant, Dwayne Wade og LeBron James i spidsen vandt amerikanerne den indledende pulje stensikkert. I kvartfinalen blev det sikker sejr over Australien, i semifinalen over Argentina, og i finalen sikrede amerikanerne sig guldet med sejr på 118-107 over verdensmestrene fra Spanien, der fik sølv, mens Argentina fik bronze.